# Miglustat
Miglustat ist ein Arzneistoff, der in der Therapie bestimmter selten vorkommender erblicher Stoffwechselerkrankungen verwendet wird. Zu ihnen gehören die lysosomalen Speicherkrankheiten Morbus Gaucher Typ 1 und der Niemann-Pick-Krankheit Typ C. Weiterhin ist Miglustat als Enzymstabilisator in der Langzeitbehandlung von Morbus Pompe mit Cipaglucosidase alfa angezeigt.

## Eigenschaften
Chemisch betrachtet ist Miglustat ein Iminozucker und das n-Butyl-Derivat des Naturstoffes Moranolin, einer D-Glucopiperidinose. Als Glucose-Analogon ist es ein reversibler Inhibitor des Enzyms Glucosylceramidsynthase (GCS). GCS katalysiert den ersten Schritt der Biosynthese von Glucosylceramid. Miglustat, reduziert die Aktivität der Glucosylceramidsynthase, wodurch weniger Glucosylceramid in den Zellen produziert werden kann (Substratreduktionstherapie).

## Therapeutische Verwendung

### Substratreduktionstherapie
Der Arzneistoff ist seit 2003 in der Europäischen Union zur Behandlung des Morbus Gaucher Typ 1 zugelassen, seit 2009 zudem zur Behandlung der Niemann-Pick-Krankheit Typ C. Bei ersterem allerdings nur bei Patienten, für die die Enzymersatztherapie keine Behandlungsoption ist.

#### Pharmakokinetik
Im Gegensatz zu den bei der Enzymersatztherapie verabreichten Proteinen zur Behandlung von Morbus Gaucher ist Miglustat oral bioverfügbar. Das bedeutet, dass der Wirkstoff als Tablette eingenommen werden kann und nicht auf parenteralem Weg, beispielsweise intravenös, verabreicht werden muss. Die orale Bioverfügbarkeit liegt bei 40 bis 60 %. Der Wirkstoff verteilt sich in einer Vielzahl von Organen und Geweben. Therapeutisch wichtig sind dabei das Zentralnervensystem, das Skelett und die Lunge. Miglustat kann die Blut-Hirn-Schranke überwinden und wird über die Nieren ausgeschieden. Bei letzterem erfolgt eine Kombination zwischen glomerulärer Filtration und aktiver Sekretion. Über die Leber werden nur geringe Mengen von Miglustat aus dem Organismus eliminiert.

#### Nebenwirkungen
Durch die Inhibierung von mehreren Disaccharidasen verursacht Miglustat bei den meisten Patienten Durchfall (in einer Studie 84 %), Gewichtsverlust (64 %), Blähungen (43 %) und Bauchschmerzen (40 %). Weitere häufige Nebenwirkungen betreffen das Nervensystem. Dazu gehören Tremor (29 %), Parästhesien (10 %) und Amnesien (6 %). Durch eine Störung der Spermatogenese wird die Fruchtbarkeit bei männlichen Patienten herabgesetzt. Auch wird empfohlen, dass Männer während der Einnahme und bis drei Monate nach dem Absetzen von Miglustat eine zuverlässige Empfängnisverhütung anwenden.

#### Kosten
Die Behandlungskosten lagen im Jahr 2003 für einen Patienten mit 60 kg Körpergewicht bei etwa 125.000 Euro pro Jahr. Im Vergleich zur teureren Enzymersatztherapie mit Imiglucerase waren die Kosten damit um den Faktor 4,3 niedriger.

### Enzymstabilisierung in der Enzymersatztherapie
2023 wurde Miglustat in der EU weiterhin unter dem Namen Opfolda zugelassen für die Gabe bei Patienten mit einer spät einsetzenden Verlaufsform des Morbus Pompe, die langfristig mit Cipaglucosidase alfa als Enzymersatz behandelt werden. Miglustat bindet selektiv an die Cipaglucosidase alfa im Blut und mindert im Kreislauf den Verlust der Aktivität während der Infusion dieses Enzyms.

## Fertigarzneimittel
Zavesca (D, A, CH); Opfolda (EU)

## Weiterführende Literatur
- A. Mehta: Gaucher disease: unmet treatment needs. In: Acta paediatrica. Band 97, Nummer 457, April 2008, S. 83–87, doi:10.1111/j.1651-2227.2008.00653.x. PMID 18339195.
- G. M. Pastores, P. Giraldo u. a.: Goal-oriented therapy with miglustat in Gaucher disease. In: Current medical research and opinion. Band 25, Nummer 1, Januar 2009, S. 23–37, doi:10.1185/03007990802576518. PMID 19210136.
- F. M. Platt, M. Jeyakumar: Substrate reduction therapy. In: Acta paediatrica. Band 97, Nummer 457, April 2008, S. 88–93, doi:10.1111/j.1651-2227.2008.00656.x. PMID 18339196.
- P. L. van Giersbergen, J. Dingemanse: Influence of food intake on the pharmacokinetics of miglustat, an inhibitor of glucosylceramide synthase. In: Journal of Clinical Pharmacology. Band 47, Nummer 10, Oktober 2007, S. 1277–1282, doi:10.1177/0091270007305298. PMID 17720777.
- G. M. Pastores: Miglustat: substrate reduction therapy for lysosomal storage disorders associated with primary central nervous system involvement. In: Recent patents on CNS drug discovery. Band 1, Nummer 1, Januar 2006, S. 77–82, PMID 18221193.
- J. Jakóbkiewicz-Banecka, A. Wegrzyn, G. Wegrzyn: Substrate deprivation therapy: a new hope for patients suffering from neuronopathic forms of inherited lysosomal storage diseases. In: Journal of Applied Genetics. Band 48, Nummer 4, 2007, S. 383–388, doi:10.1007/BF03195237. PMID 17998597.
- R. H. Lachmann: Miglustat: substrate reduction therapy for glycosphingolipid lysosomal storage disorders. In: Drugs of Today. Band 42, Nummer 1, Januar 2006, S. 29–38, doi:10.1358/dot.2006.42.1.937457. PMID 16511609.
- P. L. McCormack, K. L. Goa: Miglustat. In:  Drugs. Band 63, Nummer 22, 2003, S. 2427–2434, PMID 14609352.